# مثلث النمو إندونيسيا سنغافورة ماليزيا
مثلث النمو إندونيسيا سنغافورة ماليزيا (بالإنجليزية: Indonesia–Malaysia–Singapore Growth Triangle) تم تأسيس مثلث النمو في عام 1994 بين ثلاث دول هي: إندونيسيا وماليزيا وسنغافورة، وذلك لتعزيز الروابط الاقتصادية في المنطقة وتحسين التكامل بين الدول الثلاث. بدأ الأمر كمثلث سيجوري للنمو في عام 1989 والذي يشمل سنغافورة، وجوهور (في ماليزيا)، وجزء من مقاطعة جزر رياو (في إندونيسيا) وتحديداً أرخبيل رياو.

## التاريخ
مثلث النمو هو ترتيب شراكة بين سنغافورة وجوهور (في ماليزيا) وجزر رياو (في إندونيسيا) يجمع بين نقاط القوة التنافسية للمجالات الثلاثة لجعل المنطقة دون الإقليمية أكثر جاذبية للمستثمرين الإقليميين والدوليين. وبشكل أكثر تحديداً يربط بين البنية التحتية ورأس المال والخبرة في سنغافورة بالموارد الطبيعية وموارد العمل ووفرة أراضي جوهور ورياو.
تم الإعلان عن مثلث النمو للمرة الأولى عام 1989 من قبل نائب رئيس الوزراء السنغافوري غو تشوك تونغ. كان من المتوقع أن يكون «مثلث النمو» مكونًا رئيسيًا في مخطط سنغافورة الإقليمي في الثمانينيات والتسعينيات من القرن الماضي، حيث يتم نقل الصناعات كثيفة العمالة إلى أماكن مجاورة مثل ولاية جوهور الماليزية (المعروفة باسم منطقة إسكندر للتنمية) والجزيرة باتام في مقاطعة رياو الاندونيسية القريبة.
مع انضمام المزيد من الولايات الماليزية والإندونيسية إلى التجمع، تم تشكيل مثلث النمو لإضفاء الطابع الرسمي على المجموعة الجديدة. تم التوقيع على مذكرة تفاهم في 17 ديسمبر 1994 من قبل ممثلي الدول المشاركة: نائب رئيس الوزراء السنغافوري لي هسين لونج، ووزير التجارة والصناعة الماليزي داتوك سيري رافيدا عزيز، ووزير التنسيق والصناعة والتجارة الإندونيسي هارتونو.

## الإحصاء
باتام هي منطقة تصدير معفاة من الضرائب وليست ميناء حرًا، وبالتالي فإن الكثير من الصناعات تقتصر على الصادرات الدولية. أصبح باتام أيضًا مركزًا بديلًا للنقل الجوي حيث أن مطارات جاوة مزدحمة. زار حوالي 62.000 سنغافوري باتام في يناير 2012، مقارنة مع روابط أقوى لجوهور حوالي 70,000 يوميًا. يوجد أمام إندونيسيا طريق طويل لجعل جزر رياو قادرة على المنافسة مع جوهور.